# Негребецький Микола
Микола Негребецький (* 1897 м. Рівне, Рівненської області — 1969, с. Тучин, Рівненського району) — український громадський та політичний діяч, член ОУН, вояк Армії УНР.

### Біографія
Народився 5 грудня 1897 року у Рівному. Закінчив приходське училище (1913). 
У роки революції виїхав до Києва.Служив телеграфістом при штабі Симона Петлюри, воював в Армії УНР. Інтернований у таборі Каліша. Після звільнення повернувся до Рівного. Працював продавцем газет в українському кооперативі. Активно займався поширенням української періодики у Рівному, зокрема видань «Новий час», «Діло», «Свобода» та ін.  Член Рівненської "Просвіти", товариства "Відродження". Діяч УНДО (1930-1935), згодом ФНЄ. Голова філії "Сільського господаря" у Рівному. Неодноразово затримувався польською поліцією. У 1938 році, як неблагонадійний, висланий до Станіславова. ОСО при НКВД СРСР 8 березня 1941 р. ув'язнений на 8 років таборів. Звільнившись 1947 р., повернувся до Рівного. 25 грудня 1948 р. знову засуджений на 8 років таборів. Одночасно були засуджені його доньки. Реабілітований. Помер 1969 р. у с. Тучин Рівненського району , де і похований.
Нагороджений Хрестом Симона Петлюри. Дружина Ніна Несторівна, у міжвоєнний період членкиня Союзу українок у Рівному. Доньки Людмила (1929 р. н.), Наталія (1931 р. н.). Дружина і діти були вислані у Казахстан.

## Вшанування пам'яті
В Рівному існують вулиця та провулок Миколи Негребецького.